# Obserwatorium Astronomiczne Uniwersytetu Jagiellońskiego
Obserwatorium Astronomiczne im. Mikołaja Kopernika Uniwersytetu Jagiellońskiego – obserwatorium astronomiczne, Instytut Wydziału Fizyki, Astronomii i Informatyki Stosowanej Uniwersytetu Jagiellońskiego w Krakowie. Powstało w 1792. Zajmuje się fizyką komet, fotometrią i modelami gwiazd zmiennych, obserwacjami radiowego promieniowania Słońca, badaniem pozagalaktycznych radioźródeł, aktywnych jąder galaktyk, materią międzygwiezdną i międzygalaktyczną, fizyką galaktyk, polami magnetycznymi we Wszechświecie, wielkoskalową strukturą Wszechświata oraz innymi tematami. Prace prowadzone są we współpracy z licznymi ośrodkami w Polsce i za granicą, z wykorzystaniem wielu instrumentów i obserwacji satelitarnych.
Obserwatorium znajduje się w forcie Skała przy ulicy Orlej 171 w Krakowie, około 10 km na zachód od centrum miasta.

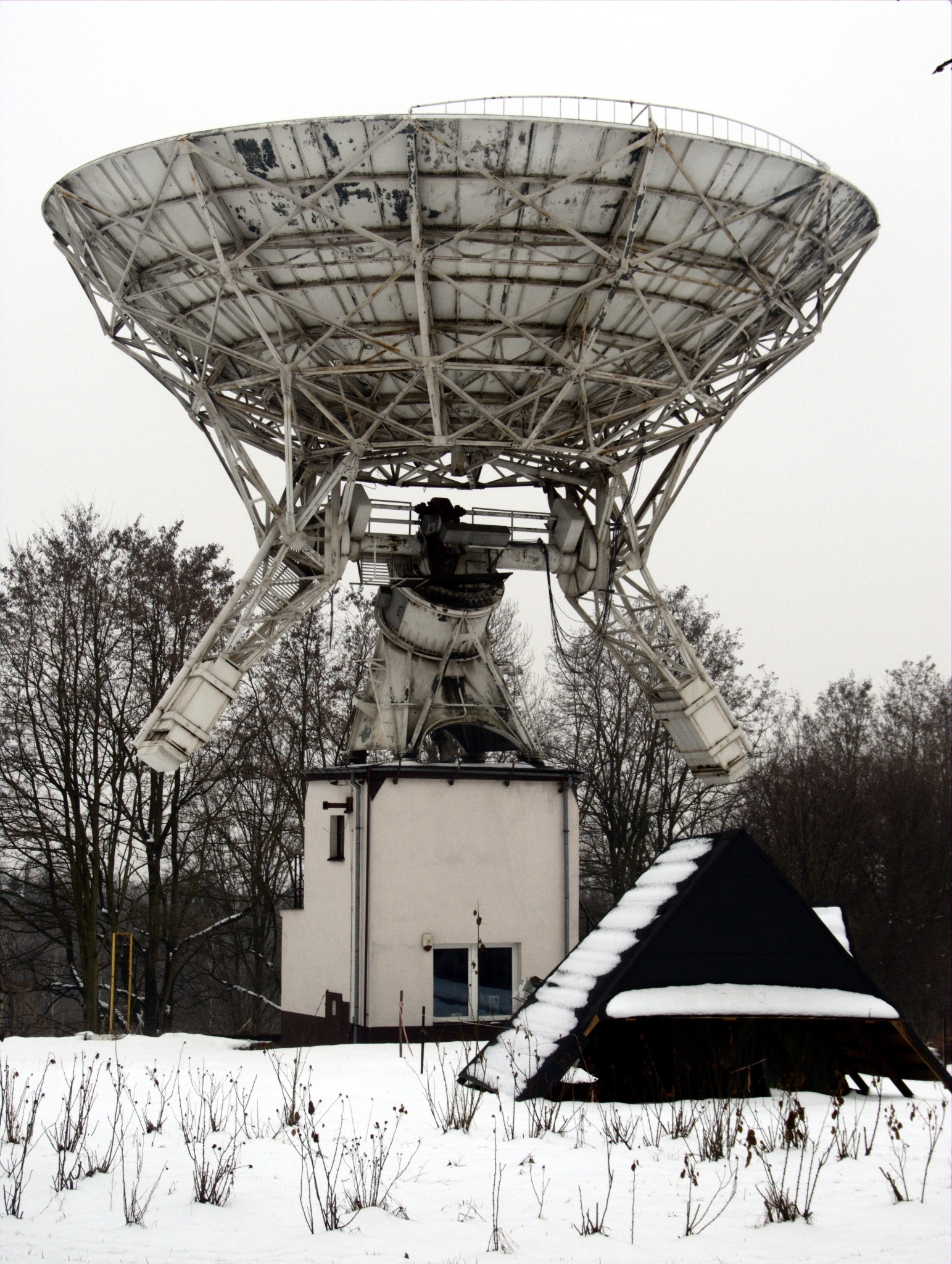
Obserwatorium Astronomiczne UJ, Radioteleskop RT-15, Fort Skała, Kraków, 2013

## Historia Obserwatorium

### Działania przygotowawcze
Obserwatorium Uniwersytetu Jagiellońskiego, powstałe w 1792, działa nieprzerwanie od roku założenia do dziś. Zapisano w nim i zachowano najdłuższą, nieprzerwaną serię obserwacji meteorologicznych. Tradycje astronomiczne w Krakowie są znacznie starsze niż instytucjonalne obserwatorium uniwersyteckie. Już w XV w. uczeni europejscy uważali poziom astronomii w Uniwersytecie Krakowskim za bardzo wysoki. Do dziś zachowały się w dobrym stanie przenośne instrumenty obserwacyjne Marcina Bylicy z Olkusza: wspaniałe astrolabia (w tym jedno z XI wieku), torquetum i skomplikowany globus astronomiczny, co świadczy o tym, że uprawiano w Krakowie astronomię obserwacyjną, a nie tylko teoretyczną.
Początek samej instytucji był jednak trudny. Pomysł utworzenia obserwatorium astronomicznego w Krakowie w pierwszej połowie XVIII w. nie miał sprzyjającej atmosfery. Astronomiczne tradycje Akademii Krakowskiej z XV w. zostały zapomniane, a heliocentryczna teoria Mikołaja Kopernika, najwybitniejszego ucznia krakowskiego uniwersytetu, nie została przyjęta. Program nauczania, obejmujący wykłady z astronomii według Ptolemeusza i Peuerbacha, był obowiązkowy do 1750 i później.

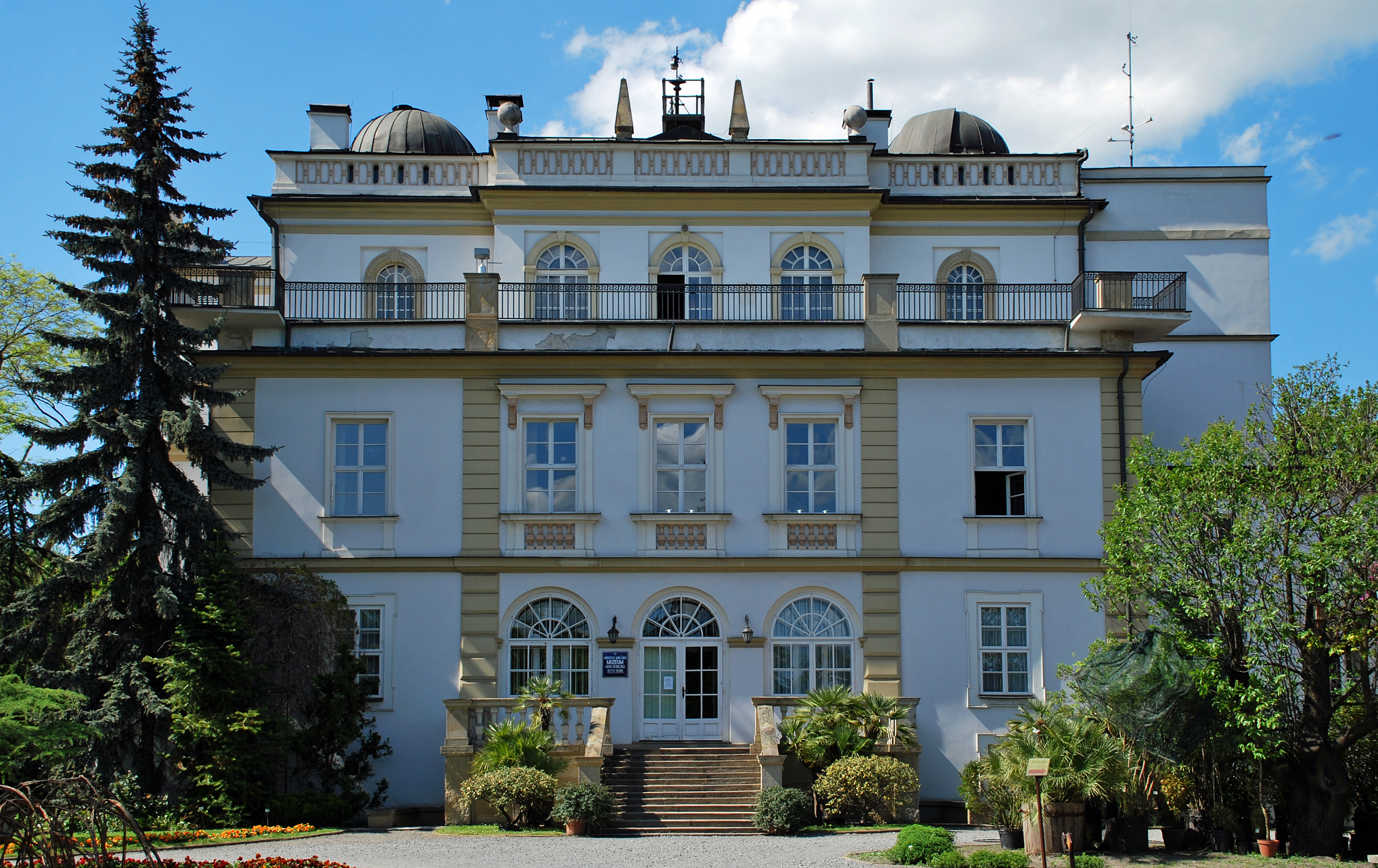
Pierwsza siedziba Obserwatorium Astronomicznego UJ, obecnie Collegium Śniadeckiego w Krakowie

Pierwszy sygnał o potrzebie utworzenia obserwatorium astronomicznego w Krakowie możemy znaleźć w opracowanym przez ks. prof. Józefa Grzegorza Popiołka Ordinatio cursus, który przygotował po powołaniu go w 1750 w skład komisji do przygotowania programu projektowanej przez Andrzeja S. Załuskiego katedry nauk matematycznych. W piśmie tym domagał się prowadzenia w uniwersytecie systematycznej obserwacji gwiazd. Kolejne kroki przygotowawcze podjął w latach 60. prof. Jakub Niegowiecki, który podczas kilkumiesięcznego pobytu naukowego w obserwatorium wiedeńskim wraz z dyrektorem, ks. prof. Maksymilianem Piekłem, nabył tam kilka instrumentów dla przyszłego obserwatorium.
W wyniku pierwszego rozbioru Polski w 1772 pogorszyły się warunki finansowe Akademii Krakowskiej, jednak dwa wydarzenia historyczne w 1773: powołanie Komisji Edukacji Narodowej (KEN) i rozwiązanie zakonu jezuitów miały istotne i pozytywne znaczenie dla rozwoju obserwatorium astronomicznego w Krakowie. Komisja posłała do Krakowa ks. Hugona Kołłątaja w celu zreformowania Uniwersytetu. Reforma kołłątajowska (1777–1786) zmieniła strukturę uczelni, a sama uczelnia zmieniła nazwę na Szkoła Główna Koronna.
Jan Śniadecki rozpoczął studia w Akademii Krakowskiej w 1772 roku. Po uzyskaniu stopnia magistra i doktora w 1776 rozpoczął wykłady z algebry. Kołłątaj zamierzał powierzyć mu stanowisko profesora matematyki, w związku z tym zaproponował Śniadeckiemu studiowanie matematyki za granicą przed objęciem tego stanowiska. Śniadecki studiował przez rok w Getyndze, gdzie pracował jednocześnie w lokalnym obserwatorium. Następnie przejechał przez Holandię do Paryża, gdzie przez półtora roku studiował matematykę u Jacques’a J.A. Cousina i astronomię u Jérôme'a Lalande'a. Współpracował także z francuskim astronomem Charlesem Messierem oraz matematykiem i fizykiem Jeanem le Rond d’Alembertem. Po powrocie do kraju w 1781 KEN mianowała Śniadeckiego szefem katedry i profesorem matematyki wyższej i astronomii. 22 lipca 1782 ks. H. Kołłątaj został wybrany rektorem, a Śniadecki został jego sekretarzem. Wykłady prowadził w języku polskim a nie po łacinie, jak było wcześniej. Pierwszy wykład z astronomii, 30 września 1782, z okazji otwarcia Kolegium Fizycznego poświęcił Mikołajowi Kopernikowi i jego teoriom: „Pochwała Mikołaja Kopernika, akademika krakowskiego, astronomii odrodziciela”.
W 1783 rozpoczęto wstępne prace związane z utworzeniem ogrodu botanicznego w miejscu dawnego ogrodu Czartoryskich, który w 1752 kupili jezuici. Po kasacie zakonu został on przekazany Komisji Edukacji Narodowej, która w ramach reformy Akademii Krakowskiej założyła ogród botaniczny jako zakład pomocniczy katedry chemii i historii naturalnej. Śniadecki wystąpił z wnioskiem o utworzenie na jego terenie obserwatorium astronomicznego. W tym celu zaadaptowano budynek z pierwszej połowy XVIII w. Początkowe prace rozpoczęły się w 1787. W tym samym roku Śniadecki udał się w podróż do Anglii, aby poszerzyć wiedzę o potrzebach obserwatorium i niezbędnym wyposażeniu. W drodze przez Niemcy i Francję odnowił dawne znajomości i zawiązał nowe. W Anglii zwiedził uniwersytety w Cambridge i w Oxfordzie, poznał Londyn i Królewskie Obserwatorium Astronomiczne w Greenwich. Kolejno udał się do Slough niedaleko zamku Windsor, gdzie William Herschel konstruował teleskopy i dokonywał kolejnych odkryć astronomicznych. Po powrocie do Krakowa Śniadecki zaobserwował zaćmienie Słońca 4 czerwca 1788 i zaćmienie Księżyca 28 kwietnia 1790. Pierwsze obserwacje, dotyczące wysokości Słońca, dokonane zostały jeszcze przed otwarciem Obserwatorium w październiku 1791. Oficjalne otwarcie nastąpiło 1 maja 1792.

### Od otwarcia do pierwszego kryzysu (1792–1824)
Początkowy program Obserwatorium obejmował obserwacje: pozycje Słońca i Księżyca, zaćmienia satelitów Jowisza, tranzyty planet przed dyskiem słonecznym, a także zakrycia gwiazd i planet przez Księżyc. Powyższe dane były wykorzystywane do określenia długości geograficznej, podczas gdy obserwacje wysokości Słońca, Księżyca i gwiazd w kulminacji, a także zenitowe odległości gwiazd osiągające punkt kulminacyjny w pobliżu zenitu służyły do określenia szerokości geograficznej. Zaobserwowano również pozycje punktów równonocy i przesilenia. Pozycje planet były zapisywane w celu dokonania korekty teorii ich ruchów. Śniadecki planował także obserwacje komet i gwiazd zmiennych.

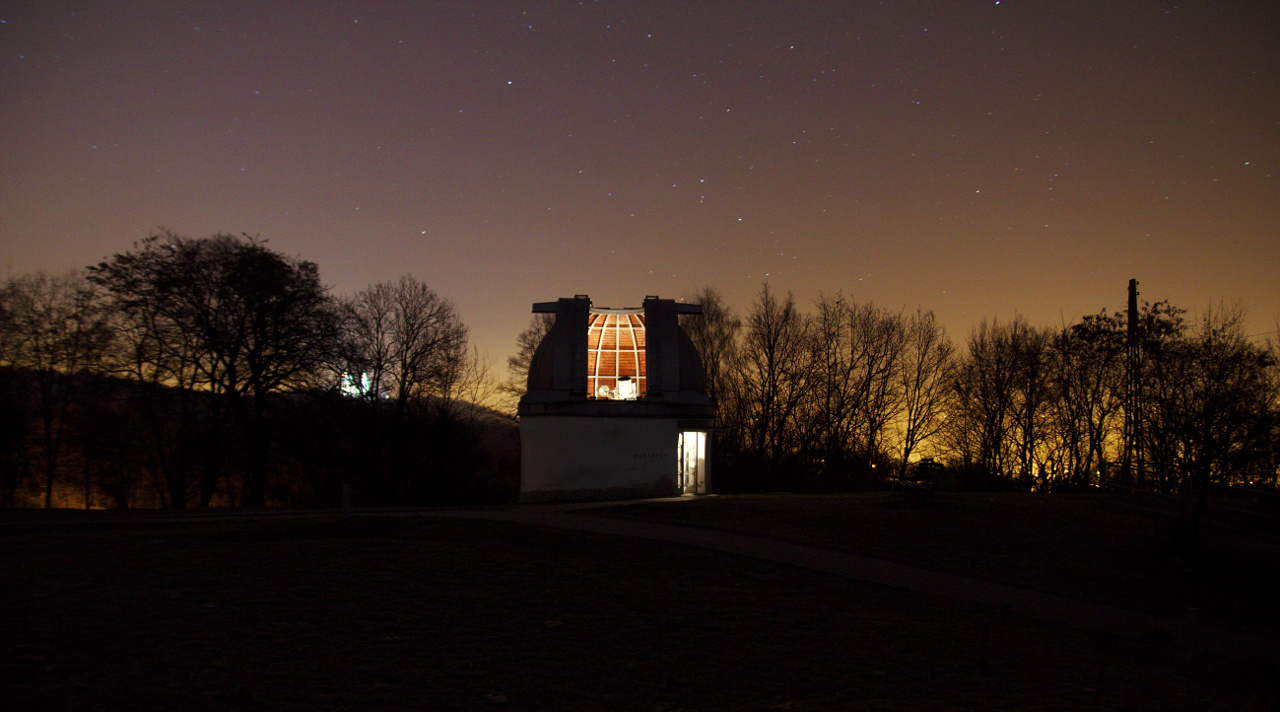
Obserwatorium Astronomiczne UJ, Fort Skała, Kraków

Pierwsza lista instrumentów nowego obserwatorium była raczej skromna, zawierała m.in.:
- mosiężny kwadrant o promieniu trzech stóp paryskich wykonany przez Jaquesa Canivet w Paryżu,
- mosiężny kwadrant o promieniu 14 cali z dwiema lunetkami achromatycznymi wykonany przez Jessiego Ramsdena w Londynie,
- lunetę przejściową achromatyczną wykonaną w Paryżu przez mechanika Charite pod dozorem Messiera, analogiczną do tej, jaka była w Obserwatorium Paryskim,
- trzy zegary wahadłowe: konstrukcji Francuzki Lepaute, wiedeński na wzór zegarów angielskich i zegar Sheltona,
- lunetę paralaktyczną długości 5 stóp i 5 cali z mikrometrem romboidalnym,
- dwie achromatyczne lunety Dollonda,
- dwa teleskopy zwierciadłowe: jeden typu Newtona, drugi typu Gregory’ego.

Śniadecki posiadał także komplet przyrządów meteorologicznych.

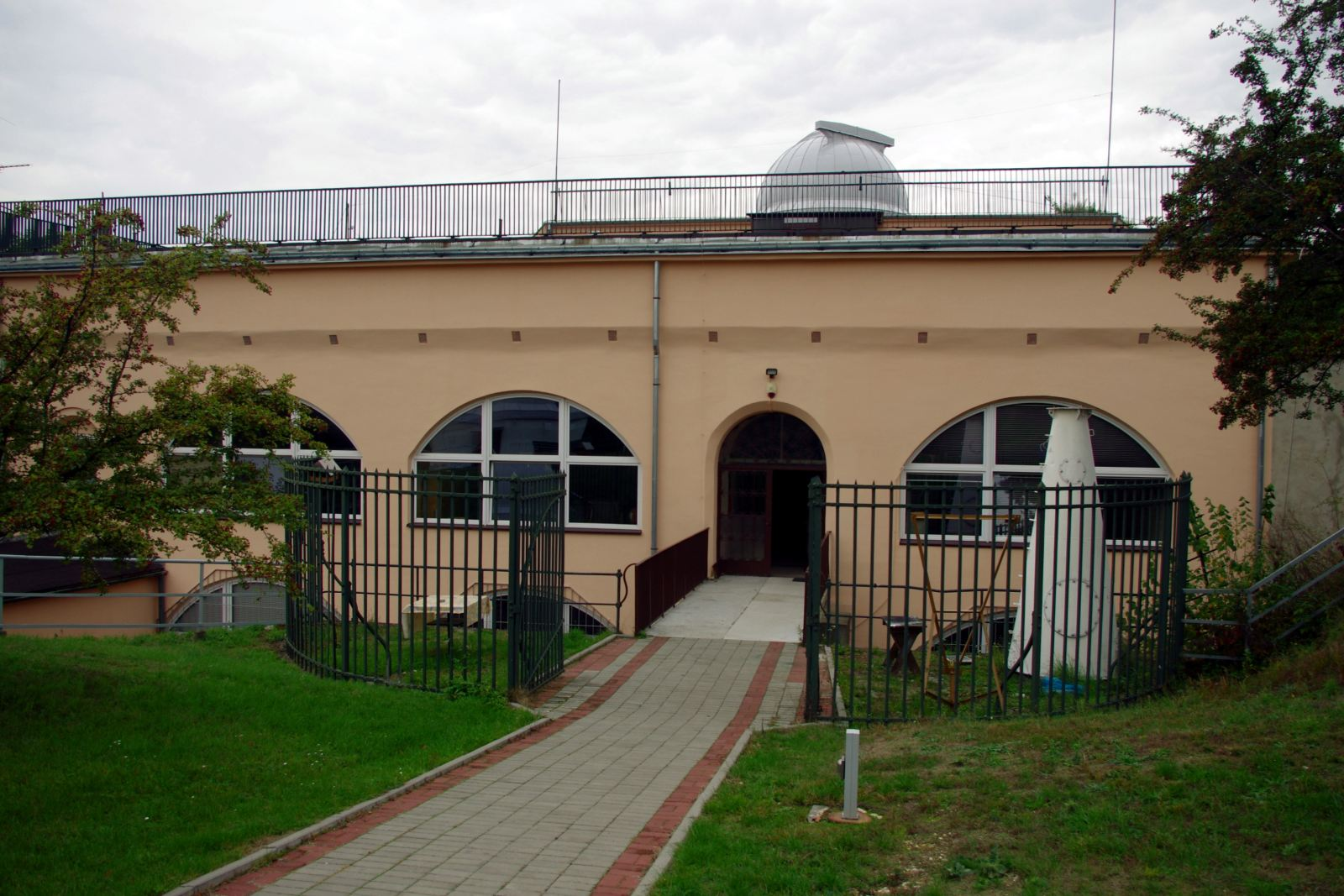
Obserwatorium Astronomiczne UJ, Fort Skała, Kraków

Starszy wykaz pochodzący z 1780, kiedy to z myślą o przyszłym obserwatorium profesor matematyki, proboszcz kościoła św. Anny, ks. Adam Jagielski przyjął dla reformowanej Akademii Krakowskiej pewną liczbę instrumentów astronomicznych, obejmuje:
- kwadrant o promieniu 13 cali 4 linie (miary paryskiej) wykonany przez Ramsdena w Anglii i zaopatrzony dwiema małymi lunetkami,
- mały refraktor roboty Dollonda z obiektywem achromatycznym o średnicy 42 linii i długości ogniskowej 3 stopy 7 cali[13],
- luneta paralaktyczna wykonana przez Canivet pochodzącą z byłego jezuickiego obserwatorium astronomicznego w Poznaniu.

Te trzy instrumenty podarował Szkole Głównej Koronnej król Stanisław August Poniatowski.
- mały reflektor w układzie Gregory’ego - ofiarował dla przyszłego obserwatorium krakowskiego biskup płocki Krzysztof Hilary Szembek.

Trzy lata później Śniadecki uzupełnił ten zestaw instrumentów wypraszając od króla zgodę na zakup drugiego refraktora achromatycznegoy Dollonda z obiektywem o średnicy 25 linii i długości ogniskowej 28 cali. Następnie przejął z pojezuickiego obserwatorium w Poznaniu od Józefa Rogalińskiego:
- kwadrant o promieniu 3 stóp wykonany przez Caniveta,
- teleskop reflektor Teillera,
- zegar wahadłowy Lepaute'a,
- sferę armilarną,
- globus niebieski,
- globus ziemski,
- zegar bijący sekundy i minuty – roboty Bouchera.

W 1786 r. doszła do tego jeszcze zakupiona z funduszów Kolegium Fizycznego luneta południkowa.
Po przyłączeniu Krakowa do Austrii uniwersytet uległ reorganizacji. Nowa struktura wydziałowa została przekopiowana z uniwersytetów austriackich, a jej autonomia została znacznie ograniczona w centralistycznym systemie państwa zaborczego. Te nowe okoliczności skłoniły Śniadeckiego do przejścia na emeryturę, jednak nie zrezygnował z działalności obserwacyjnej i zgodził się patronować, aż do 1803, poczynaniom swojego następcy, Józefa Łęskiego, mającego przygotowanie inżynieryjno-wojskowe.
Po wyjeździe Śniadeckiego w 1803 Łęski prowadził za jego przykładem obserwacje astronomiczne, w których pomagał mu profesor mechaniki i hydrauliki, Feliks Radwański. Rok później Łęski wyjechał do Warszawy, po nim – przez kolejny rok – opiekował się Obserwatorium Józef Czech, po którym kierowali formalnie Obserwatorium: prof. Wacław Voit (bardzo krótko), a następnie, przez dwa lata profesor matematyki i miernictwa, Franciszek Kodesch, przeniesiony do Krakowa z uniwersytetu lwowskiego.
Pierwszym dyrektorem dorównującym kwalifikacjami, choć nie doświadczeniem Śniadeckiemu był następca Kodescha Johann Joseph Littrow, który objął funkcję dyrektora Obserwatorium i profesora matematyki i astronomii z początkiem 1808 w wieku 26 lat. Wskutek następstw kampanii napoleońskiej w 1809, zdecydował się wyjechać w 1810 do Kazania, gdzie miał zorganizować obserwatorium. Po jego wyjeździe przez rok pieczę nad Obserwatorium trzymał Joachim Karkowski, nauczyciel gimnazjalny. W 1811 powrócił Łęski, już jako profesor astronomii, po dwuletnich studiach w Paryżu. Podjął starania, aby wyposażyć Obserwatorium w nowe instrumenty, jednak wyniki prac obserwacyjnych były stosunkowo skromne, mimo faktu, że po Kongresie Wiedeńskim w 1815 utworzono Wolne Miasto Kraków jako niezależne państwo a profesorowie uniwersytetu odgrywali w nim dużą rolę polityczną. Od roku 1817 uczelnia nosi dzisiejszą nazwę: Uniwersytet Jagielloński. Współpraca Łęskiego z asystentami Pawłem Krzyżanowskim, a następnie Wincentym Karczewskim nie układała się dobrze, co wpłynęło na jego rezygnację w 1824 i pogłębienie, oczywistego już wówczas, upadku    krakowskiego Obserwatorium.

### Rozwój Obserwatorium (1825–1916)
W 1825 roku konkurs na opuszczone stanowisko profesora astronomii i dyrektora Obserwatorium Astronomicznego wygrał asystent Littrowa w Wiedniu, Maksymilian Weisse. Przyczynił się do znacznego wzrostu pozycji Obserwatorium i rozwoju działalności. Jego adiunktem został Jan Kanty Steczkowski. Początkowo prowadzili prace rachunkowe, w tym przede wszystkim obliczali pozycje planet metodą Gaussa. Zakupiono nowe instrumenty astrometryczne w tym koło południkowe wykonane w Instytucie Politechnicznym w Wiedniu oraz przyrządy meteorologiczne. Uruchomiono także dotychczas nieczynne narzędzia astronomiczne nabyte przez Łęskiego. Program obserwacji astronomicznych został zmodyfikowany i rozszerzony. Położono większy nacisk na obserwacje gwiazd niż np. Słońca, w wyznaczaniu długości geograficznej zrezygnowano z zaćmień księżyców Jowisza na rzecz zakryć gwiazd przez Księżyc, szerokość wyznaczano teodolitem i kołem południkowym, obserwowano również planety i komety. Wyniki publikowano w niemieckim czasopiśmie naukowym Astronomische Nachrichten.
W ramach służby społeczeństwu od 19 lutego 1838 roku w 365. rocznicę urodzin Mikołaja Kopernika zaczęto regulować zegary miejskie według znaków południa dawanych chorągwią z galerii Obserwatorium na Wesołej strażakowi na Wieży Mariackiej.
W 1829 Weisse zwrócił się do Friedricha W. Bessela, profesora Uniwersytetu Albrechta w Królewcu, który kierował tamtejszym obserwatorium astronomicznym, oferując mu opracowanie jego królewieckich południkowych, strefowych obserwacji gwiazd. W ten sposób razem ze Steczkowskim opracował katalog położeń 31085 gwiazd w pasie deklinacji od -15° do +15°. W 1846 Positiones mediae stellarum fixarum in zonis Regiomontanis a Besselio inter –15° do +15° declinationis observatorum, ad annum 1825 reductae et in catalogum ordinatae wydany został pod auspicjami Petersburskiej Akademii Nauk. Drugi tom wydany w 1863 zawierał pozycje 31445 gwiazd w pasie deklinacyjnym od +15° do +45°. Katalogi te były wysoko cenione aż do końca XIX wieku.
Weisse przeprowadził dwa remonty budynku Obserwatorium: w 1829 i 1858–1859. Po powstaniu krakowskim w 1846 roku Kraków został ponownie włączony do Austrii. 13 czerwca 1855 miała miejsce zaaranżowana wizyta cesarza Franciszka Józefa I w Obserwatorium krakowskim, dzięki czemu uzyskano cesarską zgodę na finansowanie remontu. W 1861 Weisse ze względów zdrowotnych wyjechał do Górnej Austrii. W 1862 przeszedł na emeryturę, a w następnym roku zmarł. Kolejnym dyrektorem obserwatorium krakowskiego został Franciszek Karliński, były adiunkt poprzednika, który powrócił do Krakowa w 1862 z Obserwatorium Paryskiego i otrzymał stanowisko profesora zwyczajnego astronomii i matematyki wyższej. Inwentarz obserwatorium krakowskiego obejmował wówczas: 96 instrumentów, 10 zegarów, 941 książek, 100 sprzętów. Pierwszym adiunktem Karlińskiego został Jan Kowalczyk, który jednak już w 1865 przeniósł się do Obserwatorium Warszawskiego. Następnym został Daniel Wierzbicki, który współpracował z Karlińskim ponad 36 lat aż do swojej śmierci w 1901 roku. Obok etatu adiunkta Karliński uzyskał od 1877 trzeci etat naukowy - asystenta, na którym zdobywał cenne doświadczenie.
Karliński był członkiem wielu towarzystw naukowych. Główny wysiłek w Obserwatorium Astronomicznym pochłaniały obserwacje meteorologiczne i ich opracowywanie, kontynuowane też były pozycyjne obserwacje astronomiczne oraz geometryczne i geodezyjne, a wszystkie wyniki publikowano. Karliński odkrył zmienność gwiazdy R Crv, a rutynowe formuły redakcyjne danych astrometrycznych pozwoliły mu opracować kod cyfrowy stosowany później powszechnie w komunikatach astronomicznych. Kod ten został zmodyfikowany w 1892 przez A. Krugera i nadal jest używany w astrometrycznej komunikacji danych Międzynarodowej Unii Astronomicznej. Głównym zadaniem Obserwatorium była realizacja i opracowanie centralnego punktu sieci stacji meteorologicznych i stacji hydrologicznych działających w prowincji Galicji. Uzyskane wyniki, po odpowiednich redukcjach, były przesyłane do Wiednia, Petersburga, Hamburga i Utrechtu.
W latach 80. XIX w. z Obserwatorium związał się naukowo zięć Karlińskiego, fizyk teoretyczny Ludwik Antoni Birkenmajer. Jego zainteresowania naukowe obejmowały obliczeniową tematykę astronomiczną (wyznaczanie orbit gwiazd podwójnych i satelitów planet) i geofizyczną (teoretyczny kształt i grawitację sferoidy ziemskiej, pomiary magnetyczne i grawimetryczne). Jako docent UJ prowadził wykłady z historii nauk matematyczno-fizycznych i pewnych działów mechaniki. W późniejszych latach znany był jako wybitny badacz życia i dzieła Mikołaja Kopernika.
Karliński przeszedł na emeryturę w 1902, zmarł w 1906. Nowym dyrektorem Obserwatorium i połączonej katedry, nazwanej Katedrą Astronomii i Geofizyki Matematycznej, został prof. Maurycy Pius Rudzki, wybitny geofizyk zajmujący się również astrofizyką teoretyczną, który przybył do Krakowa z docentury w Uniwersytecie Odeskim po uprzednich studiach matematyki i geologii w Uniwersytetach Lwowskim i Wiedeńskim. W Wiedniu uzyskał doktorat, a stopień magistra (odpowiednik habilitacji) geografii otrzymał na Uniwersytecie w Charkowie. Rudzki podejmował pięciokrotnie w odstępach paroletnich starania o wybudowanie nowego obserwatorium poza miastem. Zabiegi te ostatecznie przekreślił wybuch wojny w 1914. Podobnie jego starania o większe lunety zakończyły się niepowodzeniem. Największy refraktor Obserwatorium miał wtedy obiektyw o średnicy 166 mm, a koło południkowe – 84 mm. Rudzki odniósł sukces jedynie w rozwoju geofizycznej filii Obserwatorium. Stworzył sejsmologiczną stację bazującą na dwóch sejsmografach Boscha z poziomymi wahadłami. W listopadzie 1903 sprowadził i uruchomił w Obserwatorium Astronomicznym pierwsze w Krakowie sejsmografy. Była to jedna z pierwszych stacji sejsmograficznych zakładanych wówczas w świecie dopiero od dziesięciu lat.
W tym czasie adiunktem w Obserwatorium był Lucjan Grabowski, asystentem zaś Józef Zajączkowski, który wkrótce odszedł pozostawiając etat Władysławowi Dziewulskiemu późniejszemu profesorowi Uniwersytetu Stefana Batorego w Wilnie i Uniwersytetu Mikołaja Kopernika w Toruniu. W 1907 roku obydwaj współpracownicy Rudzkiego uzyskali urlopy na dodatkowe studia zagraniczne. Zastępowali ich wtedy Jan Krassowski i Józef Ryzner. Grabowski po pobycie na Politechnice w Stuttgarcie i w Instytucie Geodezyjnym w Poczdamie nie wrócił już do Krakowa otrzymawszy w 1909 roku nominację na profesora miernictwa w Politechnice Lwowskiej. Dziewulski natomiast po powrocie do Krakowa objął stanowisko adiunkta.
Rudzki koncentrował się głównie na rozwoju badań geofizycznych i meteorologicznych. Zaproponował m.in. nową metodę wyznaczania kształtu Ziemi, cenną specjalnie przy pomiarach grawimetrycznych w terenach o skomplikowanym ukształtowaniu pionowym. Napisał również kilka wartościowych prac krytycznych z zakresu budowy gwiazd i zakresu cyrkulacji atmosferycznej ciał niebieskich. Jego podręcznik Fizyka Ziemi (1909) dwa lata od wydania został zredagowany w języku niemieckim i wydany w Lipsku. Dwutomowa Astronomia Teoretyczna (1914) do dziś stanowi przydatne źródło wiedzy. Trzeci podręcznik Zasady Meteorologii został zredagowany przez jego asystenta Jana Krassowskiego i wydany po jego śmierci w 1917 roku. Rudzki zmarł nagle na atak serca w lipcu 1916.
W latach 1916–1919 kierownictwo nad Obserwatorium sprawował Dziewulski, choć formalnie kierownictwo Katedry i Obserwatorium zostało powierzone przez Senat UJ fizykowi, prof. Marianowi Smoluchowskiemu, a po jego śmierci w 1917 roku, matematykowi, prof. Kazimierzowi Żorawskiemu. W 1918 roku po odejściu Ryznera na Politechnikę Lwowską – asystentem w Obserwatorium Krakowskim został Stanisław Szeligowski, który później pracował w Obserwatorium Wileńskim, a po drugiej wojnie światowej był docentem w Obserwatorium Wrocławskim. Dziewulski w latach 1916–1919 opublikował 10 prac naukowych.

### Obserwatorium zarządzane przez Tadeusza Banachiewicza (1919–1954)
W 1919 stanowisko dyrektora Obserwatorium i kierownictwo nad Katedrą Astronomii UJ objął prof. Tadeusz Banachiewicz. Studia astronomiczne ukończył na Uniwersytecie Warszawskim, następnie przebywał w obserwatoriach astronomicznych w Getyndze, Pułkowie i Kazaniu. Studiował na Uniwersytecie Moskiewskim i Uniwersytecie w Dorpacie (obecnie Tartu), gdzie uzyskał w 1917 stopień magistra astronomii – docenta i profesora nadzwyczajnego. Po powrocie do Polski w 1918 roku był krótko docentem geodezji na Politechnice Warszawskiej, skąd przybył do Krakowa na zaproszenie władz Uniwersytetu Jagiellońskiego.

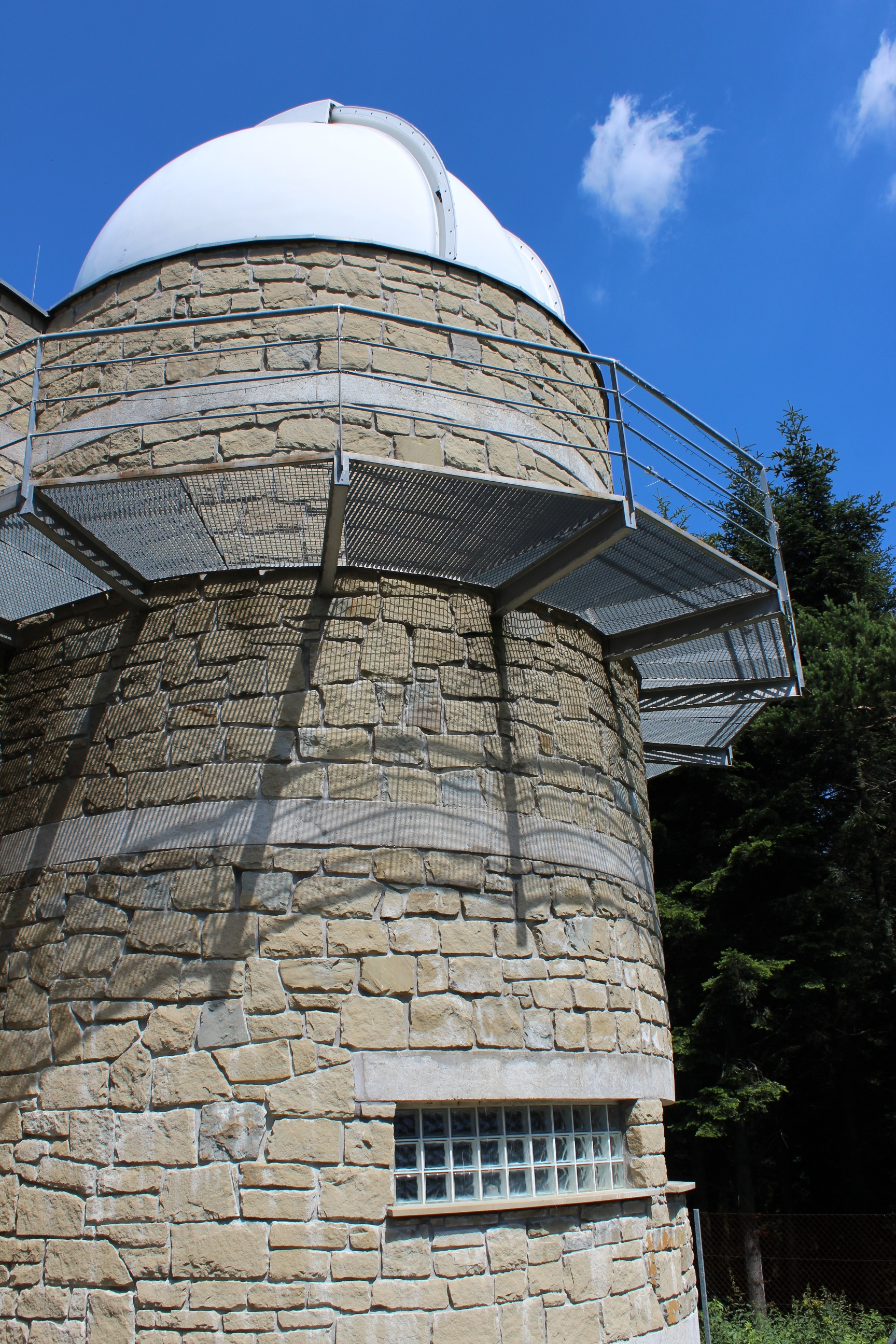
Obserwatorium Astronomiczne na Lubomirze

Jego 35-letnia aktywność w Obserwatorium Krakowskim zaowocowała wieloma osiągnięciami. Zakupił większe narzędzia obserwacyjne i w ciągu kilku lat podniósł Obserwatorium Krakowskie do rangi międzynarodowego ośrodka badań gwiazd zaćmieniowych wydającego własne efemerydy. W 1925 roku założył i do śmierci wydawał czasopismo naukowe Acta Astronomica. Opublikował około 240 artykułów z dziedziny astronomii, matematyki, mechaniki, geodezji i geofizyki a jego korespondencja naukowa zawiera około 15 000 listów. Był jednym z założycieli i wieloletnim prezesem Polskiego Towarzystwa Astronomicznego. Efektem badań naukowych jest metoda Banachiewicza–Olbersa dotycząca wyznaczania orbit parabolicznych. W 1923 Banachiewicz opracował, a następnie rozwijał konsekwentnie odmianę rachunku macierzowego zwaną rachunkiem krakowianowym. Działania te znacznie ułatwiły arytmometryczne rachunki astronomicznie i rozważania teoretyczne. Znalazły też liczne zastosowania w astronomii sferycznej, w mechanice nieba i wyznaczaniu orbit, w geodezji, a nawet w statyce konstrukcji budowlanych.

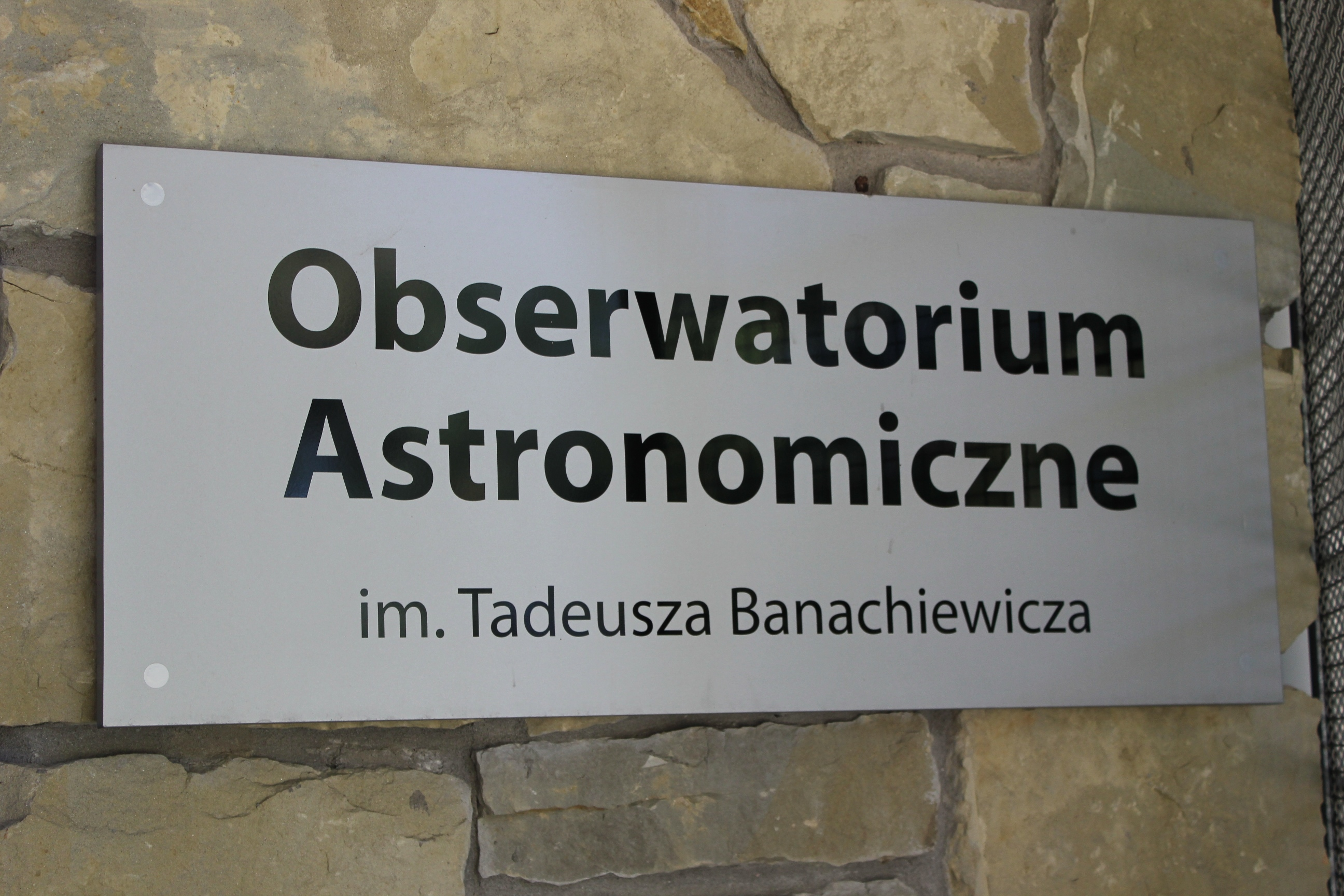
Tablica pamiątkowa Obserwatorium Astronomicznego na Lubomirze

W 1927 roku zastosował chronokinematograf do obserwacji zaćmień Słońca, a w następnym roku zaproponował nawiązywanie kontynentalnych sieci geodezyjnych poprzez oceany przy wykorzystaniu pozycyjnych obserwacji Księżyca. Banachiewicz był także pionierem radioastronomii w Polsce. Dzięki jego staraniom uruchomiono w Krakowie w 1954 pierwszy polski radioteleskop o średnicy 5 m. Interesował się żywo postępami techniki rakietowej i związanymi z nią perspektywami badawczymi.
Był wiceprezesem (1924–1925) Bałtyckiej Komisji Geodezyjnej, wiceprezesem Międzynarodowej Unii Astronomicznej w latach 1932–1938 oraz prezesem jej Komisji nr 17 (Ruchy i figura Księżyca) w latach 1938–1954. Posiadał godności członkowskie Polskiej Akademii Umiejętności, Polskiej Akademii Nauk, Akademii Padewskiej, Royal Astronomical Society i wielu innych elitarnych towarzystw naukowych.
Sam Banachiewicz nie przykładał większej wagi do astrofizyki jednak jego asystentem i adiunktem był przyszły wybitny astrofizyk, profesor Stefan Ginwiłł-Piotrowski, który doktoryzował się w 1938 roku, a zaraz po wojnie był w Krakowie wraz z Adamem Strzałkowskim, później profesorem fizyki, pionierem fotometrii fotoelektrycznej. W Obserwatorium Krakowskim powstawały jego prace na temat wyznaczania orbit gwiazd zaćmieniowych i badania dotyczące powstawania pyłu i rumoszu kosmicznego ze zderzeń planetoid i meteoroidów.
Prawą ręką Banachiewicza we wszystkich poczynaniach organizacyjno-naukowych i administracyjnych, a także głównym realizatorem prac w dziedzinie badania gwiazd zaćmieniowych był drugi adiunkt, późniejszy docent, Kazimierz Kordylewski, współtwórca chronokinematografu i autor metody redukcji obserwacji wykonywanych tym przyrządem, popularyzator astronomii i astronautyki, odkrywca pyłowych księżyców Ziemi noszących obecnie jego imię. Wśród młodszych pracowników wyróżniali się doc. Karol Kozieł jako astronom teoretyk i rachmistrz, dr Lidia Stankiewicz–Piegzowa jako nadzwyczaj sprawny i utalentowany matematycznie rachmistrz oraz dr Rozalia Szafraniec jako wytrawna obserwatorka gwiazd zmiennych. W obserwatorium rozpoczynali i rozwijali pracę naukową: prof. Jan Mergentaler jako obserwator i prof. Eugeniusz Rybka jako rachmistrz, a także prof. Józef Witkowski.
Banachiewicz zabiegał o zapewnienia lepszych warunków obserwacyjnych, już w latach 20. uruchomił w paśmie Łysiny zamiejską stację obserwacyjną na Lubomirze. Tam została odkryta w 1925 przez Lucjana Orkisza pierwsza w odrodzonej Polsce kometa i tam trzecim równoległym odkrywcą komety Kaho-Kozik-Lis został pracownik obsługi stacji Władysław Lis. Również w Krakowie odkrył wszystkie swoje 4 komety Antoni Wilk, adiunkt Banachiewicza. Stacja na Lubomirze została spalona przez hitlerowców w 1944 w czasie działań przeciw partyzantom. W maju 1953 roku Banachiewicz uzyskał od władz wojskowych Fort Skała na zachodnich obrzeżach Krakowa wraz z otaczającym go terenem. W roku następnym uruchomiono tam radioteleskop planując także umieścić obok niego pawilon optycznych instrumentów obserwacyjnych. W listopadzie 1954 prof. Banachiewicz zmarł.

### Obserwatorium w latach 1955–1979
Po śmierci Banachiewicza kierownictwo nad Katedrą Astronomii i Obserwatorium objął doc. Karol Kozieł, który habilitował się w Uniwersytecie Jagiellońskim, a nominację profesorską uzyskał w 1955. Kontynuował program badawczy, który zaczął rozwijać kilkanaście lat wcześniej z inspiracji Banachiewicza i pod jego kierunkiem. Praca habilitacyjna Kozieła prezentowała nową metodę opracowania obserwacji heliometrycznych Księżyca wiążącą się z pewną rewizją liczbowych wartości niektórych elementów rozwinięć teoretycznych problemu libracyjnego i opartą na gruntownej zmianie procesu redukcji obserwacji przez zastosowanie formuł krakowianowych poligonometrii sferycznej i algorytmu krakowianowego metody najmniejszych kwadratów. Prof. Kozieł miał już wcześniej na swoim koncie poważne osiągnięcia m.in. w zakresie wyznaczania orbit, odwracania szeregów potęgowych i konstruowania wzorów różniczkowych poligonometrii sferycznej. Tematyką wyznaczania stałych libracji fizycznej i figury Księżyca zajęli się pod kierunkiem Kozieła także jego asystenci. Prace te doprowadziły w latach 60. do ciekawych wniosków dotyczących rozkładu masy wewnątrz Księżyca. Wyniki prac, zarówno Józefa Masłowskiego, Jana Mietelskiego, jak i – opublikowana przez Kozieła kompilacja ich wyników z uzyskanymi poprzednio przez niego, zostały następnie potwierdzone przez współczesne, nadzwyczaj dokładne, obserwacje laserowe Księżyca, a także przez analizę perturbacji orbit satelitów serii Lunar Orbiter. To utwierdziło prof. Kozieła w zamiarze opracowania metodą krakowską całej istniejącej literatury obserwacji heliometrycznych Księżyca.

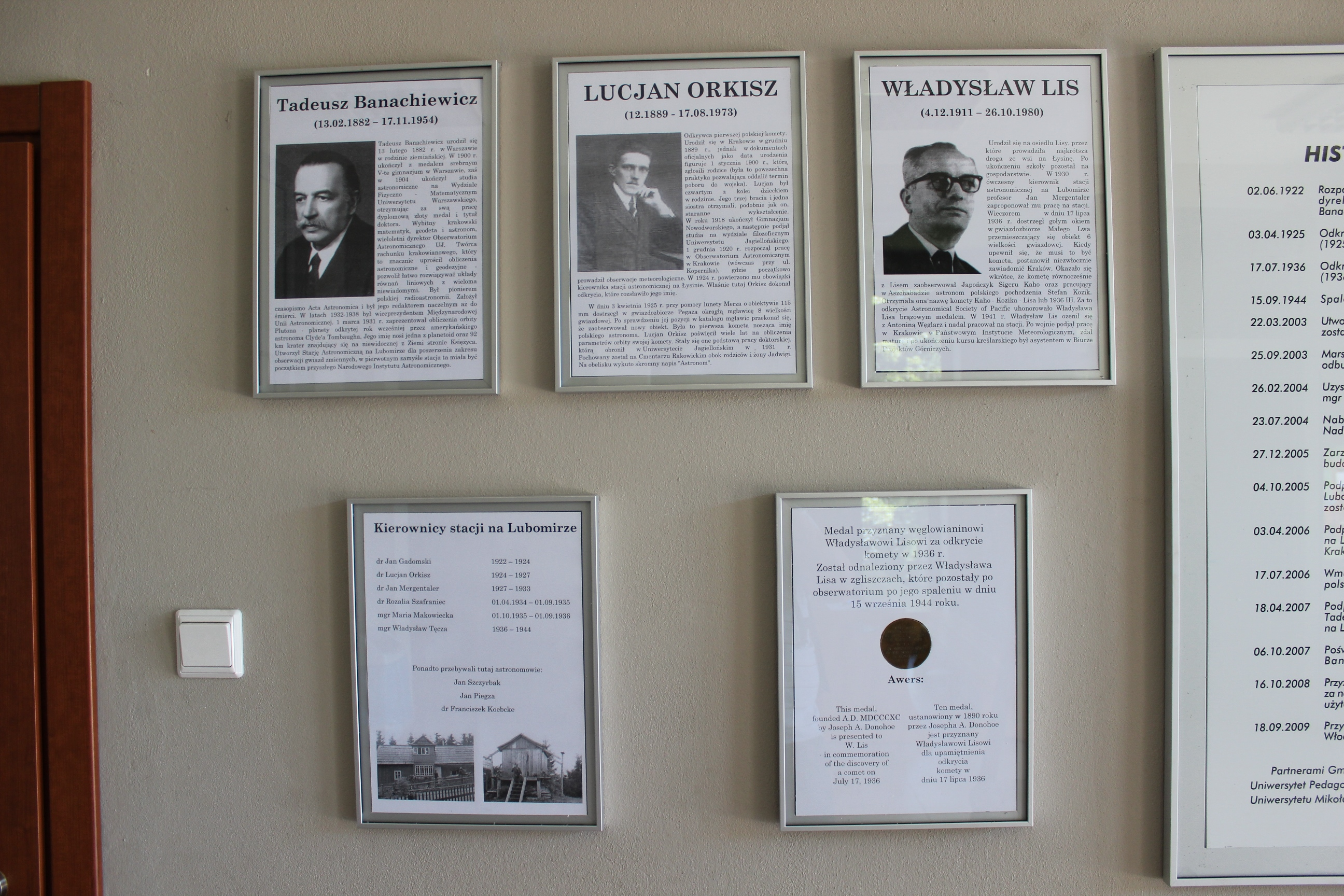
Tablica pamiątkowa w Obserwatorium Astronomicznym na Lubomirze

Sukcesy naukowe nie szły jednak w parze z zarządzaniem Obserwatorium. Powstała silna opozycja wśród większości pracowników, a wyrazicielem ich stanowiska wobec władz UJ był docent Kazimierz Kordylewski. Zbiegło się to z akcją podjętą przez niektórych pracowników Obserwatorium Wrocławskiego przeciwko tamtejszemu dyrektorowi prof. Eugeniuszowi Rybce. Te dwa konflikty były podstawą zmian organizacyjnych w Obserwatorium Astronomicznym UJ.
W 1958 utworzono w miejsce Katedry Astronomii dwie katedry z zakładami: Katedrę Astronomii Obserwacyjnej, której zakładem było Obserwatorium Astronomiczne oraz Katedrę Astronomii Teoretycznej i Geofizyki Astronomicznej z zakładem o tej samej nazwie. Kierownikiem pierwszej został przybyły do Krakowa z Wrocławia prof. Eugeniusz Rybka zajmujący się w tym okresie głównie zagadnieniami fotometrii fundamentalnej i historią astronomii. Kierownikiem drugiej katedry został prof. K. Kozieł. Pracownicy dawnej Katedry Astronomii i Obserwatorium zostali przydzieleni do nowych katedr i ich zakładów zgodnie z tematyką, metodyką bądź zakresem swych prac. W katedrze prof. Rybki znalazły się obserwacyjne prace astronomiczne z badaniem gwiazd zaćmieniowych i opracowywaniem rocznika ich efemeryd włącznie. Katedra prof. Kozieła oprócz prac teoretyczno-rachunkowych nad ruchem obrotowym Księżyca objęła wszystkie kontynuowane programy geofizyczne (bez sejsmologii), a więc: obserwacje deklinacji magnetycznej, meteorologię, oraz – rozwijającą się coraz żywiej w Krakowie – radioastronomię, której program zogniskowano na codziennych obserwacjach poziomu radiopromieniowania Słońca. Obserwacje te trwają nieprzerwanie do dziś, na częstotliwościach 810 i 430 MHz. Szczególne zasługi dla rozwoju radioastronomii w Krakowie położył dr Józef Masłowski i współpracujący z nim fizyk, doc. Oleg Czyżewski.
Z okazji Jubileuszu 600–lecia Uniwersytetu Jagiellońskiego w maju 1964 zostało oddane do użytku Obserwatorium Astronomiczne im. Mikołaja Kopernika w Forcie Skała. Postawiono nowy pawilon z mieszkaniami służbowymi, pracowniami i pomieszczeniami dydaktycznymi, a stary poaustriacki fort został adaptowany na pomieszczenia pracowni, warsztatów i magazynów. Ustawiono, obok starszego – powiększonego do średnicy 7 m – nowy, 15 m radioteleskop. Zbudowano 5 kopuł, w dwóch znalazły się wykonane przez Carl Zeiss w Jenie narzędzia obserwacyjne: 35 cm teleskop Maksutowa (1965) i pięć lat później – 50 cm teleskop Cassegraina. Do pozostałych kopuł przeniesiono refraktor Grubba i astrograf. Największa pozostała pusta.

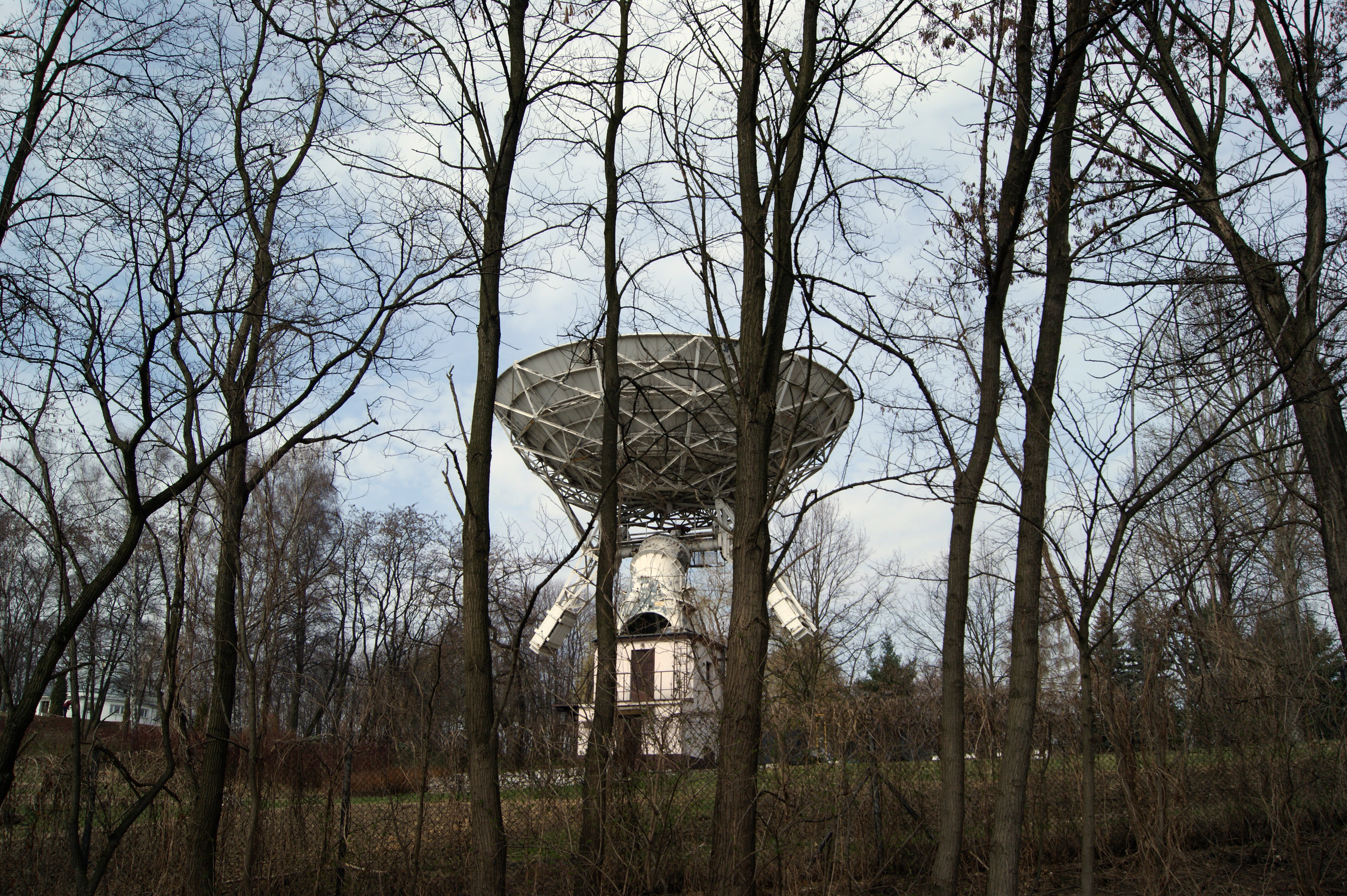
Obserwatorium Astronomiczne UJ, Radioteleskop RT-15, Fort Skała, Kraków

W 1968 prof. Rybka przeszedł na emeryturę a Katedrę Astronomii Obserwacyjnej objął przybyły z Obserwatorium Warszawskiego doc. Konrad Rudnicki, specjalista od astronomii gwiazdowej i pozagalaktycznej.
Dyrektorem Obserwatorium, już jako Instytutu, został prof. Kozieł. Z inicjatywy doc. Rudnickiego podjęto starania o sprowadzenie do Krakowa matematyka, doc. Andrzeja Zięby, interesującego się czynnie niektórymi problemami astrofizycznymi. Wbrew negatywnej opinii krakowskich matematyków artykułowanej na posiedzeniach Rady Wydziału Mat. Fiz. Chem. UJ przez prof. Stanisława Gołąba, starania te zostały uwieńczone powodzeniem. Doc. Andrzej Zięba szybko zjednał sobie szacunek i sympatię pracowników Obserwatorium błyskotliwą inteligencją.
W okresie tym zaznaczyło się wyraźne ożywienie atmosfery naukowej, powstało też kilka nowych ogólnych tematów badawczych m.in.: astronomia pozagalaktyczna i kosmologia. Zaczęto też organizować letnie szkoły kosmologiczne. W 1974 dyrektorem Obserwatorium został mianowany prof. A. Zięba. Rok później, w wieku 65 lat, prof. Kozieł przeszedł na emeryturę, a kierownictwo nad Zakładem Astronomii Teoretycznej i Geofizyki Astronomicznej objął prof. Zięba. Czynności podjęte przez niego, również jako prorektora UJ w kierunku zmian organizacyjnych i programowych doprowadziły do pewnych zmian personalnych, krzywdzących w kilku wypadkach osoby zainteresowane i szkodliwych dla kontynuacji niektórych, utrwalonych już tradycyjnie, kierunków działalności naukowej Obserwatorium. Prof. Andrzej Zięba próbował zjednać dla swoich planów ówczesnego rektora UJ, prof. Mieczysława Karasia, członka KC PZPR, który również nastawiony był reformatorsko w stosunku do całego Uniwersytetu. Miarodajna opinia naukowa Kolegium Rektorskiego zmusiła Rektora UJ do zajęcia negatywnego stanowiska wobec skutków poczynań Zięby, który wyjechał nagle za granicę w 1979.
W okresie jego kadencji dyrektorskiej (do 1978 r.) wybudowano drugi pawilon w Forcie Skała, do którego przeniesiono bibliotekę Obserwatorium z Collegium Śniadeckiego, a pozostałe pomieszczenia przeznaczono na pracownie i dydaktykę. Do nowej siedziby przeniesiono również administrację Obserwatorium. W starym budynku przy ul. Kopernika utrzymano tylko dużą salę na II piętrze z zabytkowymi narzędziami i starodrukami. Resztę pomieszczeń Collegium Śniadeckiego zajął na kilkanaście lat świeżo powstały Instytut Informatyki UJ, którego dyrektorem mianowano początkowo prof. A. Ziębę. Zadomowiły się tam również: Zakład Klimatologii Instytutu Geografii UJ, który przejął również dawną Stację Meteorologiczną Obserwatorium, i pracownie Instytutu Botaniki. Dzięki staraniom dr Macieja Winiarskiego uruchomiono Stację Obserwacyjną w Roztokach Górnych w Bieszczadach, gdzie są znacznie lepsze warunki obserwacyjne niż w okolicach Krakowa.

### Obserwatorium po 1979
W latach 1979–1984 funkcję dyrektora Obserwatorium Astronomicznego UJ i kierownika Zakładu Astronomii Teoretycznej i Geofizyki Astronomicznej pełnił wybitny radioastronom, doc. dr hab. Józef Masłowski. Po jego rezygnacji dyrektorem katedry w latach 1984–1989 został prof. dr hab. Konrad Rudnicki. Od 1999 ponownie tę funkcję pełnił prof. J. Masłowski.
W 1984 zmieniono nazwy Zakładów, tak by oddawały obecną problematykę prowadzonych badań. Dawny Zakład Astronomii Teoretycznej i Geofizyki Astronomicznej nazywa się obecnie Zakładem Radioastronomii i Fizyki Kosmicznej, a Zakład Astronomii Obserwacyjnej przyjął nazwę Zakładu Astronomii Gwiazdowej i Pozagalaktycznej. Ponadto w pierwszym z zakładów znajduje się Pracownia Kosmologii. Drugim Zakładem kierował po rezygnacji prof. Rudnickiego, doc. dr hab. Jerzy Machalski. W 1999 personel Obserwatorium Astronomicznego UJ liczył ponad 40 osób, z czego połowa to pracownicy naukowi ze stopniem co najmniej doktora.
Prace badawcze Obserwatorium w zakresie widzialnej części widma stanowiły zasadniczo kontynuację tradycyjnej działalności w dziedzinie gwiazd zmiennych zaćmieniowych i astrometrii fotograficznej, do czego doszły pomiary fotometryczne obiektów rozciągłych oraz tematy związane z astronomią pozagalaktyczną. Wśród grona najbardziej zaangażowanych obserwatorów należy wymienić: dra M. Winiarskiego, dr M. Kurpińską-Winiarską, dra S. Zołę i mgra W. Waniaka. Dla opracowania katalogów galaktyk w pewnych obszarach nieba wykorzystano klisze uzyskane 48” teleskopem Schmidta na Mt. Palomar. Poszukiwano pyłu międzygalaktycznego w oparciu o obserwowaną emisję w podczerwieni, analizowano m.in. orientacje osi galaktyk i inne ich cechy.

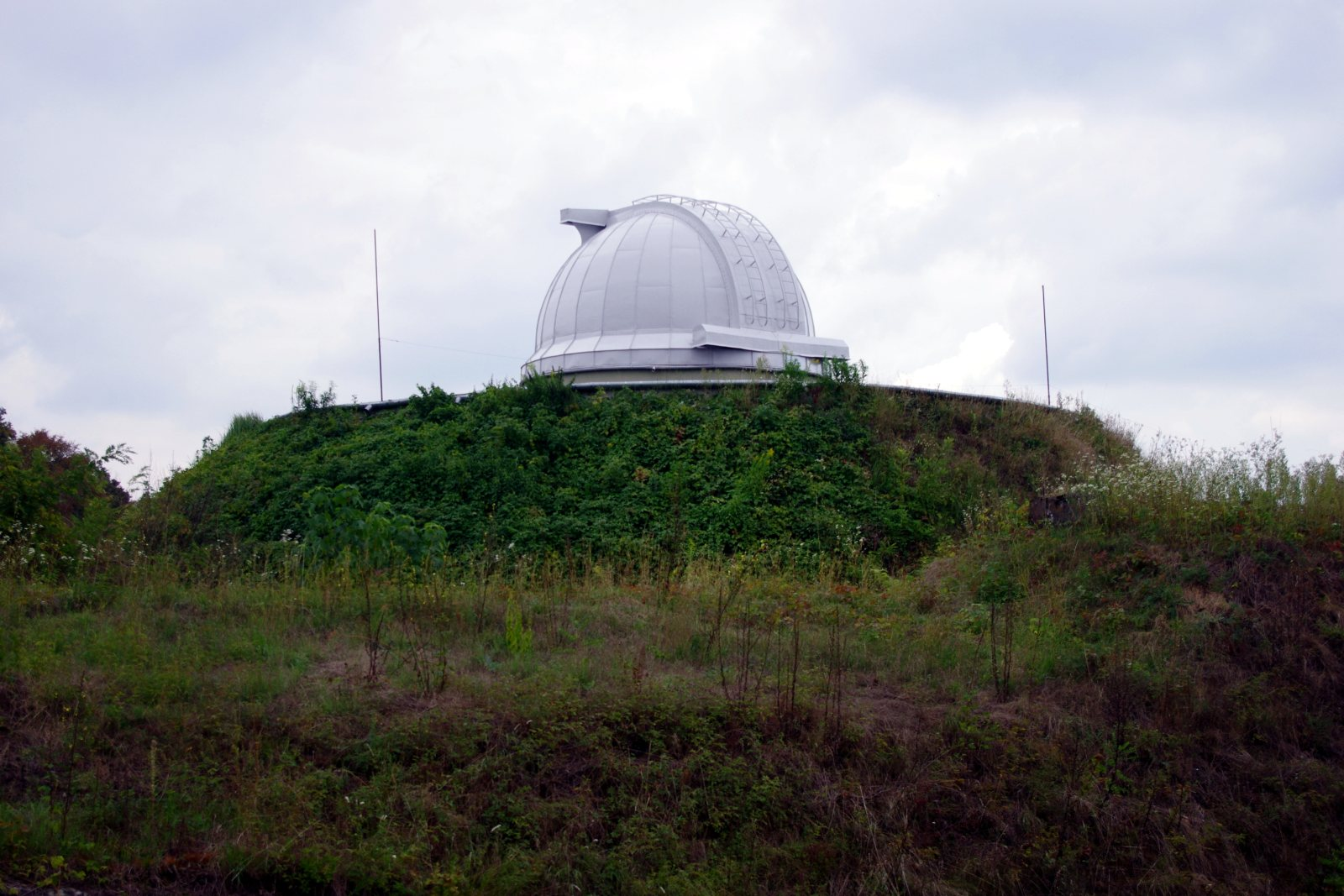
Obserwatorium Astronomiczne UJ, Fort Skała, Kraków

Wyniki codziennych radiowych obserwacji Słońca publikowano w comiesięcznych biuletynach Monthly Report on Solar Radio Emission. Przeprowadzano również analizę i opracowanie wieloletnich danych o aktywności Słońca. W pracach tych uczestniczyli przede wszystkim dr A. Michalec i dr S. Zięba z młodszymi współpracownikami przy pewnym współudziale prof. Józefa Masłowskiego oraz docentów: Jerzego Machalskiego i Marka Urbanika. Rozwinęła się też współpraca krakowskich radioastronomów z zagranicznymi ośrodkami obserwacyjnymi, takimi jak: National Radio Astronomy Observatory w USA, Max-Planck-lnstitut für Radioastronomie w Niemczech i Sterrewacht Leiden w Holandii.
Prof. J. Masłowski, doc. J. Machalski, doc. M. Urbanik i dr S. Zięba wykonywali za pomocą radioteleskopów zagranicznych wiele obserwacji obiektów pozagalaktycznych, badając ich strukturę i analizując ewolucję. Owe przeglądy radiowe służyły do sporządzania katalogów radioźródeł wybranych obszarów nieba. Ze współpracy radioastronomicznej Obserwatorium Krakowskiego z Max-Planck-Institut für Radioastronomie w Bonn i Uniwersytetu w Bochum, rozwijającej się od 1980 roku, początkowo w zakresie obserwacji promieniowania radiowego galaktyk, wywodzą się obecne studia krakowskie w dziedzinie fizyki galaktyk i środowiska międzygwiazdowego. Wiążą się one z problematyką ewolucji galaktyk, oddziaływania pól magnetycznych i promieniowania kosmicznego w galaktykach spiralnych.
Równolegle z sondażem obserwacyjnym głębin przestrzeni rozwijają się w Obserwatorium Krakowskim badania teoretyczne z zakresu kosmologii. Istotną rolę odgrywają rozważania z zakresu fizyki wczesnego Wszechświata – tzw. modele inflacyjne z zastosowaniem do teorii niestabilności grawitacyjnej, badanie podstaw matematycznych ogólnej teorii względności, procesy dyssypacyjne we wczesnym Wszechświecie, klasyfikacja jednorodnych 11-wymiarowych modeli kosmologicznych teorii Kałuży-Kleina i badanie problemu istnienia czarnych dziur w tej teorii. Przedmiotem zainteresowania jest także teoria chaosu i jej zastosowania w mechanice nieba i astrofizyce. Niektóre z badanych w Krakowie tematów kosmologicznych objęte są programem współpracy z Instytutem Fizyki Teoretycznej Uniwersytetu Warszawskiego.
W latach 2012–2020 dyrektorem Obserwatorium był prof. dr hab. Stanisław Zoła, wieloletni pracownik naukowy UJ, członek Polskiego Towarzystwa Astronomicznego i Międzynarodowej Unii Astronomicznej.
Od roku 2020 dyrektorem OAUJ jest dr hab. Marian Soida.

## Współczesność
Obecnie Instytut - Obserwatorium Astronomiczne wchodzący w skład Wydziału Fizyki, Astronomii i Informatyki Stosowanej Uniwersytetu Jagiellońskiego składa się z czterech zakładów:

### Zakład Astronomii Gwiazdowej i Pozagalaktycznej
Kierownik prof. Stanisław Zoła
- Badanie dynamiki i fizykochemii komy gazowej oraz budowy jąder kometarnych
- Ewolucja galaktyk i struktury wielkoskalowej Wszechświata
- Badanie własności spektroskopowych galaktyk aktywnych radiowo
- Badanie mechanizmu wielokrotnej aktywności radiowej galaktyk aktywnych
- Poznanie procesów ewolucji gwiazd na podstawie obserwacji gwiazd zmiennych fizycznie i zaćmieniowych

### Zakład Astrofizyki Relatywistycznej i Kosmologii
Kierownik dr hab. Sebastian Szybka
- Rozmaite sformułowania matematyczne fizyki grawitacyjnej i ich zastosowania w astrofizyce relatywistycznej
- Relatywistyczna teoria powstawania struktur (skupisk materii) we wczesnym Wszechświecie
- Zastosowania soczewkowania grawitacyjnego w kosmologii
- Zjawiska chaotyczne i krytyczne w ogólnej teorii względności
- Systemy algebry komputerowej stosowane w ogólnej teorii względności i astrofizyce relatywistycznej

### Zakład Astrofizyki Wysokich Energii
Kierownik dr hab. Łukasz Stawarz
- Astrofizyka promieniowania gamma najwyższych energii – projekty High Energy Stereoscopic System (H.E.S.S.) i Cherenkov Telescope Array (CTA)
- Astrofizyka dysków akrecyjnych
- Astrofizyka relatywistycznych dżetów
- Badania koronalnych wyrzutów materii (CME) i radiopromieniowania Słońca
- Badania zjawisk geofizycznych i wpływu heliosfery na Ziemię z wykorzystaniem pomiarów fal elektromagnetycznych ekstremalnie niskich częstości (ELF)

### Zakład Radioastronomii i Fizyki Kosmicznej
Kierownik dr hab. Krzysztof Chyży
- Badania własności gazu i pól magnetycznych w galaktykach, ich grupach, gromadach i w przestrzeni międzygalaktycznej
- Obserwacje radiowe galaktyk za pomocą największych radioteleskopów i interferometrów radiowych (EVLA, LOFAR WSRT, ATCA, Effelsberg) oraz obserwatoriów kosmicznych (XMM-Newton, Herschel)
- Komputerowe modelowanie ewolucji kosmicznych pól magnetycznych i oddziaływań grawitacyjnych galaktyk
- Teoria i modelowanie formowania pierwotnych struktur: włókien i supergromad galaktyk
- Badania własności jonosfer planet

## Wydawnictwa Obserwatorium Astronomicznego

### Czasopisma i roczniki[20]
- Rocznik Astronomiczny Obserwatorium Krakowskiego – rocznik elementów krzywych blasku i efemeryd dla gwiazd zaćmieniowych z dodatkowymi danymi za każdy rok. (Wstrzymane)
- Acta Cosmologica – czasopismo naukowe przeznaczone omawianiu wyników naukowych w kosmologii, a także refleksjom filozoficznym i analizom historycznym. Publikacja zakończona.
- Monthly Report on Solar Radio Emission – comiesięczny raport wyników codziennych radiowych obserwacji Słońca. Obecnie dostępne jest elektroniczne archiwum obserwacji radiowych Słońca na falach decymetrowych. Obserwowany jest cały dysk Słońca codziennie za pomocą dziewięciometrowego, zautomatyzowanego radioteleskopu na kilku częstościach pomiędzy 200 a 1800 MHz.
- Acta Brutusica – czasopismo o nauce i naukowcach. Publikację zakończono, dostępne tylko lokalnie.

### Książki[21]
- 1997 – Relativistic Jets in AGNs. M. Sikora, G. Madejski, M. Begelman. Redakcja: M. Ostrowski
- 1999 – Plasma Turbulence and Energetic Particles in Astrophysics. R. Schlickeiser. Redakcja: M. Ostrowski
- 2003 – Particle Acceleration in Astrophysical Objects. M. Sikora. Redakcja: M. Ostrowski, (CD edition)
- 2005 – Elementy kosmologii dla nauczycieli, studentów i dociekliwych uczniów, Leszek M. Sokołowski, Wyd. ZamKor, Kraków 2005
- 2009 – Elementy astronomii dla geografów. Bogdan Wszołek, Agnieszka Kuźmicz, Instytut Geografii i Gospodarki Przestrzennej UJ, Kraków 2009, ISBN 978-83-88424-44-1
- 2010 – Elementy analizy tensorowej. Leszek M. Sokołowski, Wydawnictwa Uniwersytetu Warszawskiego, Warszawa 2010, ISBN 978-83-235-0670-6
- 2012 – Człowiek i Wszechświat. Bogdan Wszołek, Agnieszka Kuźmicz, Marek Jamrozy, Wydawnictwo im. S. Podobińskiego Akademii im. Jana Długosza w Częstochowie, ISBN 978-83-7455-241-7
- 2015 – On the abuse of gravity theories in cosmology. Leszek Sokołowski, w: „Road to Reality with Roger Penrose”. J. Ladyman, S. Presnell, G. McCabe, M. Eckstein and S. Szybka (Redakcja), Copernicus Center Press, Kraków 2015, pgs. 179–200.
- 2016 – Relatywizm i niezmienniki, Leszek Sokołowski, w: „Ogólna teoria względności a filozofia, sto lat interakcji”. pod red. P. Polaka i J. Mączki, Copernicus Center Press, Kraków 2016, str. 67–91.